# Aufzeichnungen eines Toten

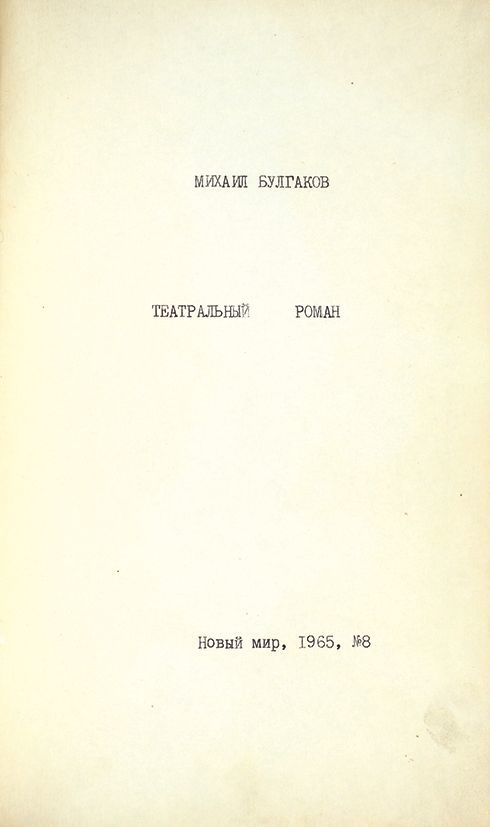

Aufzeichnungen eines Toten, auch Theaterroman (russisch Записки покойника (Театральный роман), Sapiski pokoinika (Teatralny roman)), ist ein Roman des sowjetischen Schriftstellers Michail Bulgakow, der – 1929 geschrieben und 1936/1937 neu gefasst – 1965 im Augustheft der Moskauer Monatszeitschrift Nowy Mir postum erschien. Der Verlag Volk und Welt brachte das Fragment 1969 in Berlin im Bd. 13 der Reihe Spektrum auf den deutschsprachigen Buchmarkt.

## Inhalt
1
Der Ich-Erzähler Sergej Leontjewitsch Maksudow, Sohn eines russischen Vizegouverneurs, hat eine geistliche Schule besucht und ist jener Autor, der im letzten Frühling von der Kiewer Kettenbrücke in den Tod sprang. Maksudow hatte zu Lebzeiten seine schlampigen Aufzeichnungen dem Herausgeber übergeben. Letzterer hat am Text vor der Publikation nur ein klein wenig interpungiert.
Moskau um 1923 bis 1926: Als sich der Regisseur Iltschin vom Unabhängigen Theater für Maksudows entstehenden Roman Schwarzer Schnee interessiert, kündigt der aufstrebende Autor leichtsinnig seinen Lektor-Job bei der Zeitschrift Dampfschifffahrt. Nach einer Lesung vor Kollegen bescheinigen ihm die Schriftsteller eine arme Sprache. Doch die vorgetragene Geschichte sei spannend. Leider werde die Zensur die Drucklegung verhindern. Rudolfi, Verleger der einzigen Moskauer Privatzeitschrift, nimmt den Roman an, obwohl Maksudow Tolstoi nachahme. Rudolfi, in finanziellen Schwierigkeiten, verschwindet ins Ausland. Die Zeitschriftenexemplare mit dem Schwarzen Schnee darin wurden nicht vertrieben. Doch Iltschin hat den Roman gelesen und findet ihn großartig. Das Werk sollte dramatisiert werden. Maksudow, der noch nicht lange in Moskau lebt und dort noch nie im Theater war, hat bereits mit seinem ersten Drama angefangen. Iltschin nennt dem Neuling etliche maßgebliche Leute aus dem Unabhängigen Theater – den Regisseur Grischa Aiwasowski, die Regisseurin Jewlampia Petrowna, den Dramaturgen Mischa Panin und Iwan Wassiljewitsch, einen der beiden Leiter jenes Hauses. Maksudow, der keine Kopeke besitzt, arbeitet an dem Gegenwartsstück tapfer weiter und wird nach einer Lesung auf der Hauptbühne unter Vertrag genommen. Auf einem Spielplan an der Theatertür liest er offenen Mundes seinen Namen unter Äschylos, Sophokles, Lope de Vega, Shakespeare, Schiller und Ostrowski.
Der Regisseur Foma Strish möchte Maksudow für sich vereinnahmen. Nichts da – Maksudow will bei Jewlampia Petrowna bleiben. Er diktiert Polyxena Wassiljewna Toropezkaja, der Sekretärin des abwesenden anderen Theaterdirektors Aristarch Platonowitsch, eine Abschrift seines Stücks in die Maschine.
Das Unheil nimmt seinen Lauf, als Maksudow über Foma Strish zum Direktor Iwan Wassiljewitsch dirigiert wird und dort sein Stück vorlesen muss. Einschneidende Änderungen, die der Direktor während der Lesung und später während der Einstudierung des Stücks durchsetzt, kann der Autor nicht akzeptieren. Zu allem Überfluss redet auch noch Nastassja Iwanowna Koldybajewa, die Tante des Direktors, in Grundsätzliches zur Inszenierung hinein.
Maksudow wird von seinem liebedienerischen Schriftstellerkollegen Likopastow und von dem ihm wohlgesinnten Schauspieler Bombardow belehrt: Dem Direktor wird an diesem Theater nicht widersprochen. Der Insider Bombardow weiht Maksudow in allerlei Wissenswertes ein. Zum Beispiel, Iwan Wassiljewitsch hört nur auf drei Getreue. Das sind sein Stellvertreter Gawriil Stepanowitsch, seine oben erwähnte Tante und seine Sekretärin Awgusta Awgejewna.
Als der Direktor dem Autor bedeutet, das Stück sei unaufführbar, verlangt es Letzterer zurück. Daraus wird nichts. Iwan Wassiljewitsch, von Wut gepackt, schaut Maksudow böse an. Wieder ist es Bombardow, der Maksudow Neuigkeiten zuträgt. Der Direktor hat sich mit den Nestoren am Theater – so mit Margarita Petrowna Tawritscheskaja – zu dem Stück ins Benehmen gesetzt. Der Jüngste dieser alten Garde ist siebenundfünfzig Jahre alt. Jene bejahrten Herrschaften sollen in dem Gegenwartsstück als Knaben und Mädchen posieren. Iwan Wassiljewitsch setzt für die meisten Problemfälle seine Patentlösung durch. Aus einer Braut wird zum Beispiel eine Mutter gemacht.
Mischa Panin und Foma Strish erreichen schließlich den Beginn der Probenarbeit am Stück dank eines öffentlichen Ärgernisses – auch in der Presse besprochen: Das Unabhängige Theater hat im Sowjetstaat noch kein einziges Gegenwartsstück zur Bühnenreife gebracht.
2
Der um die 40-jährige vielerfahrene Erste Regieassistent Andrej Andrejewitsch leitet die Probenarbeit. Als sich der Prinzipienreiter Iwan Wassiljewitsch – selbst einst genialer Mime gewesen und seit fünfundfünfzig Jahren Regisseur – einmischt, stagniert die Einstudierung. Er lehrt seinen Schauspielern szenisches Verhalten. Nach drei Wochen Probenarbeit mit dem Direktor kann Maksudow nicht mehr.

## Hintergrund
Wenn Ralf Schröder am 6. Juni 1993 schreibt, „Bulgakow mußte Maksudow sterben lassen, um selbst überleben zu können“, dann weist er auf den autobiographischen Tenor des Romans hin. Bulgakow habe mit Maksudows Roman Schwarzer Schnee seinen Roman Die weiße Garde und dessen Dramatisierung Die Tage der Turbins gemeint. Nichtsdestoweniger, fährt Schröder fort, ist Maksudow erfunden. Analoges gelte auch für andere Parallelen, die Moskauer Theater- und Literatenszene der 1920er und 1930 Jahre betreffend:
- Theater. Mit
  - Iwan Wassiljewitsch[5][A 2], dem einen Direktor des Unabhängigen Theaters, sei Konstantin Stanislawski,
  - Aristarch Platonowitsch[6], dem anderen Direktor des Unabhängigen Theaters, sei Wladimir Nemirowitsch-Dantschenko,
  - Polyxena Wassiljewna Toropezkaja[7] sei Olga Bokschanskaja[8],
  - dem Unabhängigen Theater[9] sei das Tschechow-Kunsttheater Moskau,
  - Xaveri Borissowitsch Iltschin[10], Regisseur der Studiobühne des Unabhängigen Theaters, sei Boris Werschilow (1893–1957)[11],
  - Jewlampia Petrowna[12] sei Jelisaweta Teleschewa[13] (1892–1943),
  - Mischa Panin[14] sei Pawel Markow[15],
  - Foma Strish[16] sei Ilja Sudakow[17],
  - Nastassja Iwanowna Koldybajewa[18], Iwan Wassiljewitschs Tante, sei Marija Lilina,
  - Gawriil Stepanowitsch[19] sei Nikolai Jegorow[20] (1873–1955),
  - Awgusta Awgejewna[21] sei Ripsime Tamanzowa[22] (1889–1958),
  - Margarita Petrowna Tawritscheskaja[23] sei Olga Knipper,
  - Andrej Andrejewitsch[24] sei Nikolai Schelonski[25] (1889–1970),
  - Valentin Konradowitsch[26] sei Leonid Leonidow und
  - Argunin[27] sei Nikolai Chmeljow

gemeint.
- Literaten. Mit
  - Ilja Iwanowitsch Rudolfi[28] sei Issaja Leschnjow[29],
  - Ismail Alexandrowitsch Bondarewski[30] sei Alexei Tolstoi,
  - Likopastow sei Juri Sljoskin[31],
  - Jegor Agapjonow[32] sei Boris Pilnjak,
  - Lessossenkow[33] sei Leonid Leonow,
  - Grischa Aiwasowski[34] sei Pawel Antokolski,
  - Flawian Fialkow[35] sei Walentin Katajew und
  - dem Dramatiker Klinker[36] sei Wladimir Kirschon

gemeint.
Gleichviel – nicht nur Bulgakows Schaffensjahre 1925–1936 an Stanislawskis Moskauer Theater, insbesondere seine Auseinandersetzungen mit den dort wirkenden Regisseuren, seien in dem Romanfragment abgebildet, sondern darüber hinaus sein Konflikt mit der sowjetischen Kulturpolitik der 1930er Jahre. In dem Zusammenhang sucht Schröder auch Antwort auf die Frage, weshalb der Roman Fragment geblieben sein könnte und findet als Antwort: Es sei einfach für Bulgakow während der Stalin-Ära in den 1930er Jahren nicht bis zum bitteren Ende darstellbar gewesen, wie der Theatermann Maksudow durch „die offizielle Stimme der Partei Stalins“ in den Tod getrieben wurde.

## Adaptionen

### Theater
- 1977 im Sternfoyer der Volksbühne Berlin: Aufzeichnungen eines Toten. Nach Michail Bulgakow von Ernstgeorg Hering und Helmut Straßburger mit Armin Stolper als Maksudow.[38]

### Verfilmung
- 1991, Belarus/Russland, Studio Impuls Minsk und Studio Elektron Nowosibirsk : In dem 73 min-TV-Film Die rote Insel[39] von Alexander Fenko[40] sind Episoden aus dem Roman eingeflossen.

## Deutschsprachige Ausgaben
Verwendete Ausgabe:
- Aufzeichnungen eines Toten (Theaterroman). Aus dem Russischen von Thomas Reschke. S. 217–402 in Ralf Schröder (Hrsg.): Bulgakow: Das Leben des Herrn Molière. Aufzeichnung eines Toten (Theaterroman). Romane. Volk & Welt, Berlin 1993, ISBN 3-353-00941-8 (= Bd. 2: Gesammelte Werke (13 Bde.))